# Jens Fiedler
Jens Fiedler (ur. 15 lutego 1970 w Dohna) – niemiecki kolarz torowy, wielokrotny medalista olimpijski.
Specjalizował się w sprincie, choć sukcesy odnosił także w keirinie. Na igrzyskach debiutował w Barcelonie w 1992, ostatni raz wystąpił w Atenach 12 lat później. Za każdym razem, podczas czterech startów, zdobywał medale (łącznie pięć). W 1992 i 1996 triumfował w indywidualnym sprincie. W Sydney zdobył dwa brązowe medale, a w Atenach złoto w drużynie. Był mistrzem świata w różnych konkurencjach

## Starty olimpijskie (medale)
Barcelona 1992
- sprint - złoto

Atlanta 1996
- sprint - złoto

Sydney 2000
- sprint, keirin - brąz

Ateny 2004
- sprint drużynowo - złoto